# 福島県県民の歌
「福島県 県民の歌」（ふくしまけん けんみんのうた）は日本の都道府県の一つ、福島県が制定している県民歌である。作詞・吉田武、作曲・星和男。

## 解説
「県民の歌」制定を望む県内の意見に呼応する形で歌詞と曲の一般公募を実施。1572通の応募があり1966年10月15日に作曲家の古関裕而などによる第1回審査会が行われ、10月29日に当時の福島県知事である木村守江や、当時の県教育長など40人による最終審査の結果、吉田武の歌詞が入選。吉田は入選した際のインタビューで「豊かな県土をイメージしたが、表現には苦労した」と述べている。その後、作曲も募集が行われ、727通の応募の結果星和男の曲が入選。1967年に制定された。3月25日には、福島市公会堂で歌手の立川澄人を招いて発表会が行われた。同時に遊佐直司が編曲した行進曲バージョンの「福島県民の歌」（ふくしまけんみんのうた）も発表されている。
歌詞の内容は1番で県花のシャクナゲ、2番で県木のケヤキ、3番で県鳥のキビタキと県のシンボルを取り入れ、県勢の伸長と健康で住みよい郷土づくりにかける理想を歌い上げるものとなっている。主に県の行事やテレビコマーシャルで使用されていたが、2011年（平成23年）3月11日の東日本大震災および福島第一原子力発電所事故の発生以降は復興を祈願して開催されるイベントで演奏されることが多くなっており、県外においても認知度が上昇しつつある。